# Pascual de Ampudia
Pascual de Ampudia OP (1442, Ampudia, Castella - 21 de juliol de 1512, Roma) va ser un frare dominic, bisbe de Burgos entre 1496 i 1512.
El seu cognom patern era De Rebenga, però és conegut pel nom del seu poble natal. Alguns autors suposen que els seus pares eren camperols molt humils que completaven els seus ingressos amb la venda de greda. Va ingressar de jove en el Convent de Sant Pablo de Palència. Després, amb uns vint-i-tres anys, va anar a estudiar al Convent de Santo Domingo de Bolonya. Va romandre a Itàlia més de quinze anys. De retorn a Castella, va ser triat vicari general de la província de Castella en 1487, càrrec que va tenir fins a 1490. Aquest lloc es va entendre com un triomf dels reformistes (que defensaven un major rigor en l'aplicació de la regla dominica) enfront dels quals defensaven una major laxitud.
Gràcies al suport dels Reis Catòlics, el papa Alejandro VI li va nomenar bisbe de Burgos (en aquell moment, fra Pascual era prior del convent de Sant Pablo de Palència). Va prendre possessió el 5 de febrer de 1497 a través del procurador Diego de Miranda, en una cerimònia en la catedral de Burgos en la qual van estar presents el cardenal Cisneros, els bisbes de Salamanca i Astorga, el rei Fernando i el príncep d'Astúries. Ampudia no va jurar personalment el seu càrrec fins a setembre de 1487. Va ser titular de la diòcesi burgalesa fins a la seva mort a Roma en 1512, durant el V Concili de Letrán. En el seu temps, el bisbat de Burgos era el que comptava amb major nombre de clergues en tota Castella.
Va ser un bisbe reformista de la pràctica religiosa, en la línia de la reforma cisneriana. Per a això, va convocar quatre sínodes (l'últim en 1511) i va realitzar freqüents visites pastorals amb el mateix ànim d'encoratjar l'exemplaritat religiosa entre clergues i laics. Va tenir una relacions difícils amb el cabildo de la catedral burgalesa, que en nombroses ocasions va posar obstacles a les seves reformes. En el sínode de 1503 Ampudia va reconèixer la prerrogativa del cabildo de la catedral de Burgos de donar el seu consentiment per convocar sínodes i també per aprovar les constitucions sinodales.
Va manar construir la torre de l'església de San Miguel, al seu poble natal de Ampudia. En la catedral de Burgos, va manar construir el cadirat del cor i en el convent de Sant Pablo de Burgos va manar abovedar el claustre baix.
Va morir en el convent dominic de Santa Maria sopra Minerva, a Roma, on està enterrat.

## Escut
El seu motiu central era el agnus Dei, abanderat i diademado, als peus del qual raja una font. El seu lema era De sub cuius pede fons uius emanat (Baix el peu del qual raja una font viva). També apareixien les armes reals i les de l'orde dominic (una creu terciada en blanc i negre).